# Богородчани
Богородча́ни (діалект. Богоро́дчєни,Богоро́дчини) — селище в Івано-Франківському районі Івано-Франківської області, адміністративний центр Богородчанської селищної громади. Розташоване на правому березі гірської річки Бистриці Солотвинської.

## Історія

### Давня історія
Перша встановлена письмова згадка про Богородчани (ще як село) належить до 3 січня 1441 року.
 
В ній йдеться про те, що власником Богородчан був Ян з Бучача — він же Ян Бучацький, староста теребовлянський.
  Цей документ був опублікований на латинській мові в «Актах гродських і земських» 16 січня 1441 року. Ось його зміст: «Ми, Іван з Бучача, староста Теребовлянський, маємо сплатити 300 марок.., сто по шістдесят широких грошей празької монети вельможному Петрові Одрованжу, старості Симбірському та Галицькому... Якщо не сплатимо, то повинні ми дати право на вступ в маєтки наші Черніїв, Богородзічани, Ляхівці... ».  
У податковому реєстрі 1515 року в Богородчанах документується піп (отже, уже тоді була церква) і 12 ланів (близько 300 га) оброблюваної землі.
У другій половині XVI століття Богородчани стали володінням Потоцьких.
1691 року за наказом графині К. Потоцької у Богородчанах споруджується костел, а навколо нього оселяється група дрібної шляхти і кілька десятків ремісників з Польщі. Польські історики подавали дату спорудження костелу як дату заснування міста.

У першій половині XVIII століття в околицях Богородчан активно діяли загони опришків. До них приєдналися й богородчанські жителі. 1744 року опришки на чолі з Олексою Довбушем зробили напад на фортецю в Богородчанах, де повстанці захопили багато зброї, а також знищили реєстри податків, орендні договори тощо. 
За першим поділом Польщі 1772 року Богородчани опинилися під владою Габсбурґів у Священній Римській імперії. 
Австрійська влада у 1789 року відкрила німецьку школу, а 1790 року заснувала українську народну школу. 
Польські урядовці, яких в Галичині за часів Австрійської імперії було досить багато, не сприяли розвитку української культури. 
Богородчани залишались у другій половині XVIII століття дрібним містечком: 1786 року тут було всього 314 будинків і 1 134 жителі.

### ХІХ-ХХ сторіччя
У середині XIX століття у Богородчанах активізується суспільно-політичне життя. 
У червні 1848 року тут було створено місцеву Руську раду, до складу якої увійшло 29 членів.
Після реформи 1848 року в Богородчанах з'являються перші підприємства. 
1870 року містечко мало невелику броварню, ґуральню, деревообробну майстерню.
Наприкінці XIX століття на них  працювало понад 100 робітників.
У 1900 р. в місті з 4706 жителів було 1970 українців, 786 поляків, 1937 німців та 3 інших національностей (1703 греко-католики, 768 римо-католиків, 2219 юдеїв і 16 інших віровизнань).
Тяжкі випробування чекали на жителів Богородчан у роки Першої світової війни. На цій території точилися жорстокі бої між австро-угорськими і російськими військами. У Богородчанах загинуло близько 50 жителів, зруйновано промислові підприємства, спалено багато будинків. У селищі та його околицях лютувала епідемії тифу й холери. Господарство занепало.
27 червня 1941 року Богородчани окупували гітлерівці. 
За час окупації гітлерівці вбили 822 жителі селища й вигнали в рабство до Німеччини 80 чоловік. 
28 липня 1944 року в Богородчани увійшли частини 161-ї стрілецької дивізії Червоної Армії. Літом 1947 року в Богородчанах було насильно організовано колгосп, який названо ім'ям І. Франка. У 1957 році тут було створено райхарчокомбінат, який почав випускати ковбасні і хлібобулочні вироби та безалкогольні напої. Промартіль ім. С. М. Кірова реорганізували у бондарний цех Солотвинського лісокомбінату. В селищі почала працювати міжколгоспна будівельна організація, МТС було реорганізовано на PTG (з 1961 року — «Сільгосптехніка»).
У 1962 році на базі промартілі «Коопвзуття» та дрібних побутових майстерень створено райпобуткомбінат, 1968 року відкрито швейно-галантерейну фабрику, з січня 1970 року почав працювати цегельний завод.

## Населення

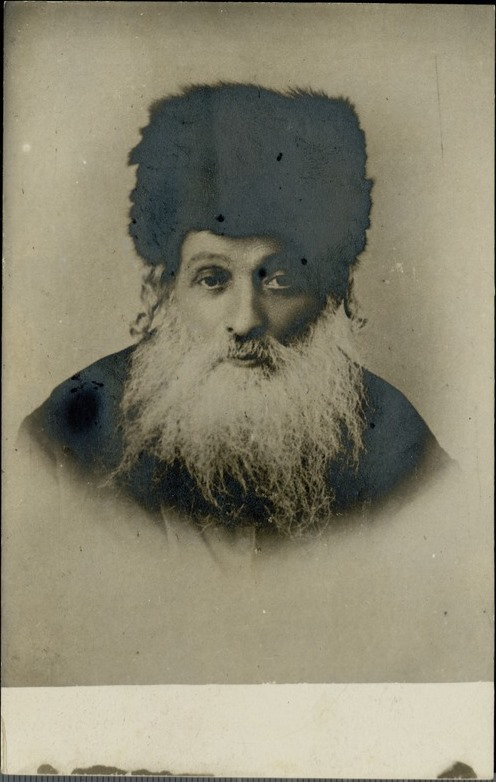
Юдейський рабин

У 1938 році в місті мешкало 1670 греко-католиків. Окрім того, у Богородчанах та присілку Скобичівка разом мешкало 795 римо-католиків, 40 окатоличених українців та 1931 юдеїв.

### Мова
Розподіл населення за рідною мовою за даними :
| Мова            | Кількість | Відсоток |
| --------------- | --------- | -------- |
| українська      | 7379      | 98.86%   |
| російська       | 75        | 1.01%    |
| білоруська      | 3         | 0.04%    |
| польська        | 2         | 0.03%    |
| угорська        | 1         | 0.01%    |
| румунська       | 1         | 0.01%    |
| словацька       | 1         | 0.01%    |
| інші/не вказали | 2         | 0.03%    |
| Усього          | 7464      | 100%     |

## Пам'ятки архітектури
У місті збереглися:
- Домініканський монастир (1742–1762 роки, мурований); фундатор — Станіслав Коссаковський — каштелян камінський.[8];
- Костел домініканів (1745 рік, мурований);
- Палати духовенства — келії (1762 рік, муровані);
- Церква Іоана Євангелиста (1930-1934 рр.), споруджена за проектом архітектора Євгена Нагірного.

Науково-дослідний інститут пам'яткоохоронних досліджень (м. Київ) вніс смт. Богородчани до списку найважливіших історичних населених місць України та їхніх пам'яток. Список затверджений постановою Кабінету Міністрів України від 26 липня 2001 року № 878.

## Церква св. Івана Євангелиста
Станом на кінець XIX століття майже в самому центрі поселення існував дерев’яний храм Пресвятої Тріїці, в якому зберігався золочений іконостас Манявського скиту (нині входить в експозицію Львівського музею українського мистецтва). 
У 1930-му за ініціативи єпископа Станіславівського Григорія Хомишина (1867 – 1945) в містечку його ж турботами (майбутній мученик греко-католицької церкви надав землю та виступав фундатором) був освячений наріжний камінь майбутнього собору поруч з тією самою дерев’яною Троїцькою церквою. Теперешній храм зводився за проєктом талановитого львівського архітектора Євгена Васильовича Нагірного (1885 – 1951) чотири роки, і після освячення в 1934-ому став однією з головних уніатських святинь Прикарпаття завдяки унікальності своєї символічної архітектури, за зразок якої були взяті зразки світової класики
Чотиристовпна цегляна базиліка головного греко-католицького храму Богородчан з шестиколонним портиком доричного ордеру центрального входу є окрасою центральної частини містечка. Її еклектичний образ з ухилом в необароко по зовнішніх фасадах від початку був не тинькований і тільки після повернення в 1990-х сакральної суті отримав свій сучасний вигляд. Прикрашена високими вузькими віконними арками, контрфорсами, балконом на портику за тонкими балясинами парапету у доповненні тонких штрихів обвідки, головний зовнішній акцент перлини зосереджено на верхній частині піднесеним куполом з круглими світловими віконцями на високому світловому барабані, маленькими пологими шоломоподібними куполами на кутах, величними бароковими декоративними фронтонами та сиґнатуркою під хрестом, що візуально спрямовують силует у вир. Багатий внутрішній розпис зі святими образами та витончені вітражі лише підкреслюють чотири монументальні опорні колони купольного барабану на високих стилобатах, а сім нехарактерних колон захристії символічно відповідають за кількістю святим таїнствам. Окрему увагу привертає образ Богородчанської Божої Матері, урочисто прибраний рушниками на простій тринозі.

## Освіта
У місті є 2 загальноосвітні ліцеї та Богородчанський професійний будівельний ліцей.
У міжвоєнний період діяли дві 7-класові школи, зокрема хлопчача та дівоча утраквістична.

## Транспорт
Автобусне сполучення з Івано-Франківськом. Через селище проходить автомагістраль Івано-Франківськ — Надвірна.

## Відомі особи

### Народилися
- Олекса Гірник (27 березня 1912 — 21 січня 1978, Канів) — Герой України, український дисидент, політв'язень. В 60-ті роковини проголошення самостійності України Центральною Радою (22 січня 1918 року) вчинив самоспалення біля могили Шевченка на знак протесту проти русифікації;
- Антон фон Калік — австрійський генерал-майор, перший керівник військової розвідки Австрійської імперії;
- Август Салаба (1840—1894) — австрійський і чеський учений, інженер-механік, винахідник, педагог, професор;
- Теодор Мартинець — сотник УГА;
- Богдан Пташник — український математик, член-кореспондент НАН України, академік АН ВШ України;
- Мирослав Мартинець — український військовий та громадський діяч.

### Працювали, перебували
- Басанець Віталій Васильович — учитель Богородчанської ЗОШ № 1, заслужений вчитель України[9];
- Глинський Теофан — галицький український письменник, публіцист, культурний і громадський діяч. Під час революції 1848 в Австрійській імперії був обраний секретарем Богородчанської Руської ради;
- Кохановський Іван — делегат Української Національної Ради ЗУНР, суддя УГА, після емеритури (вихід на пенсію) відкрив власну адвокатську канцелярію в Богородчанах.[10]

### Парламентські посли від Богородчан
- доктор Криницький Богдан — правник, громадський діяч (москвофіл), посол Галицького сейму 9-го скликання.[11].

## Галерея

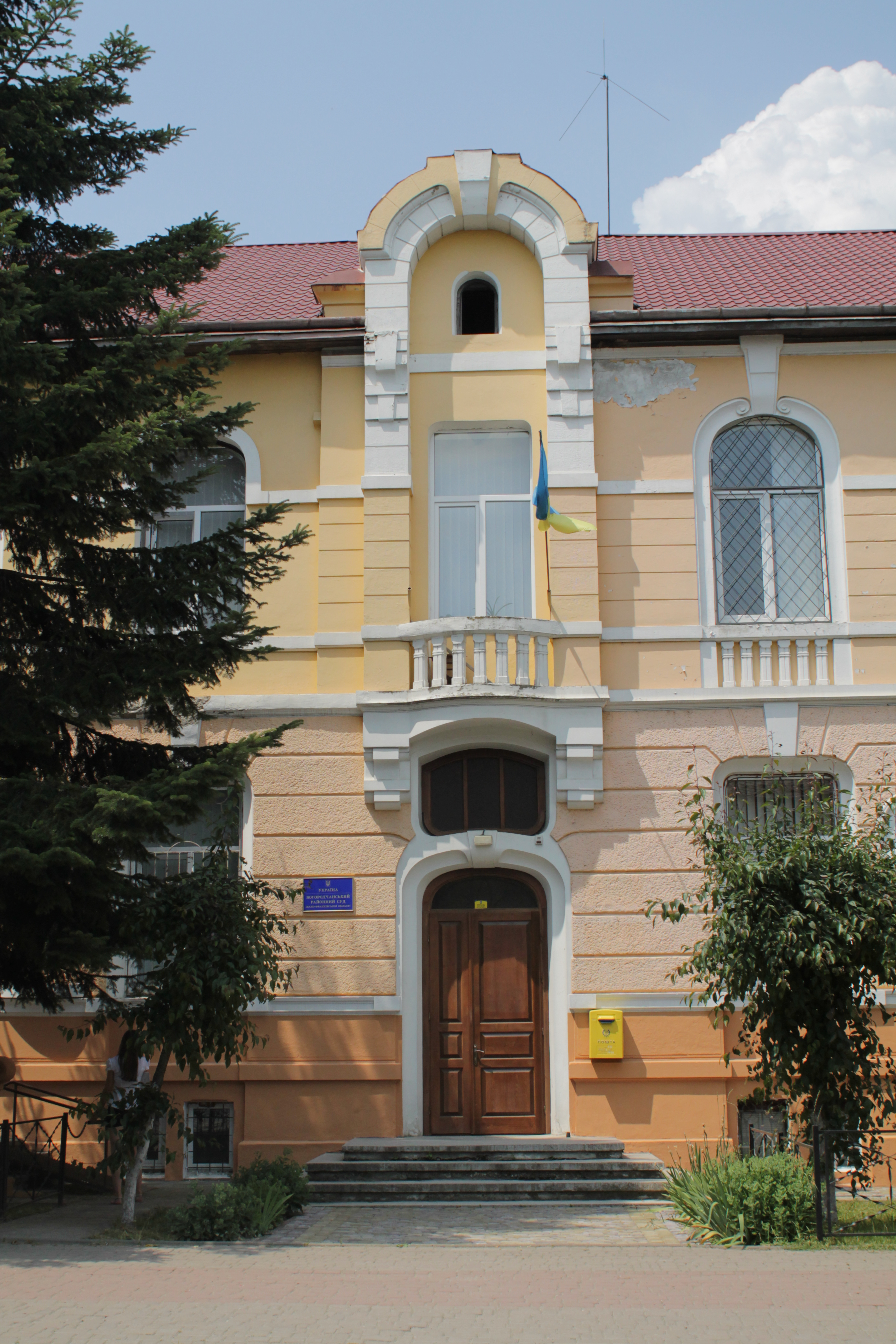
Богородчанський районний суд
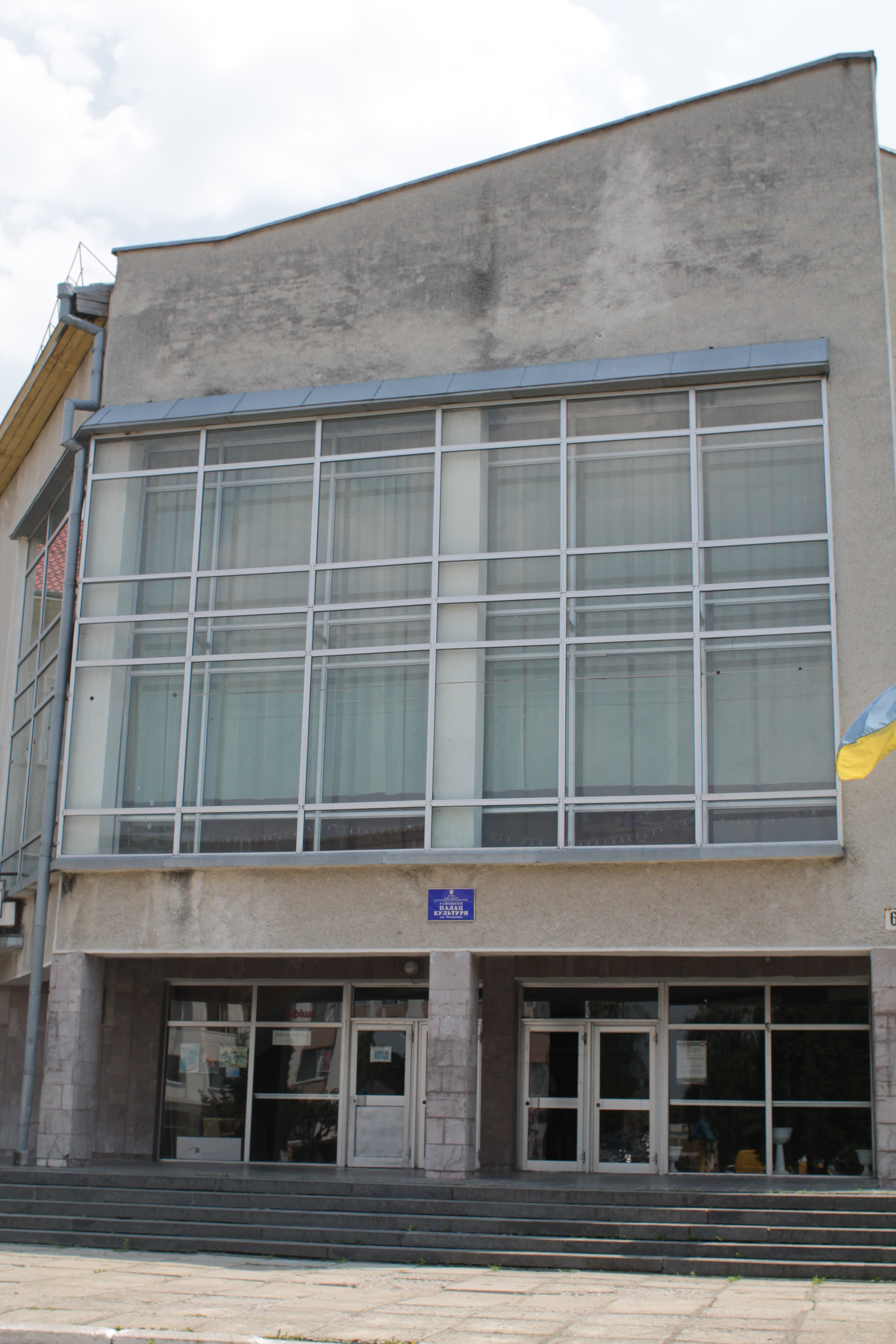
Районний палац культури
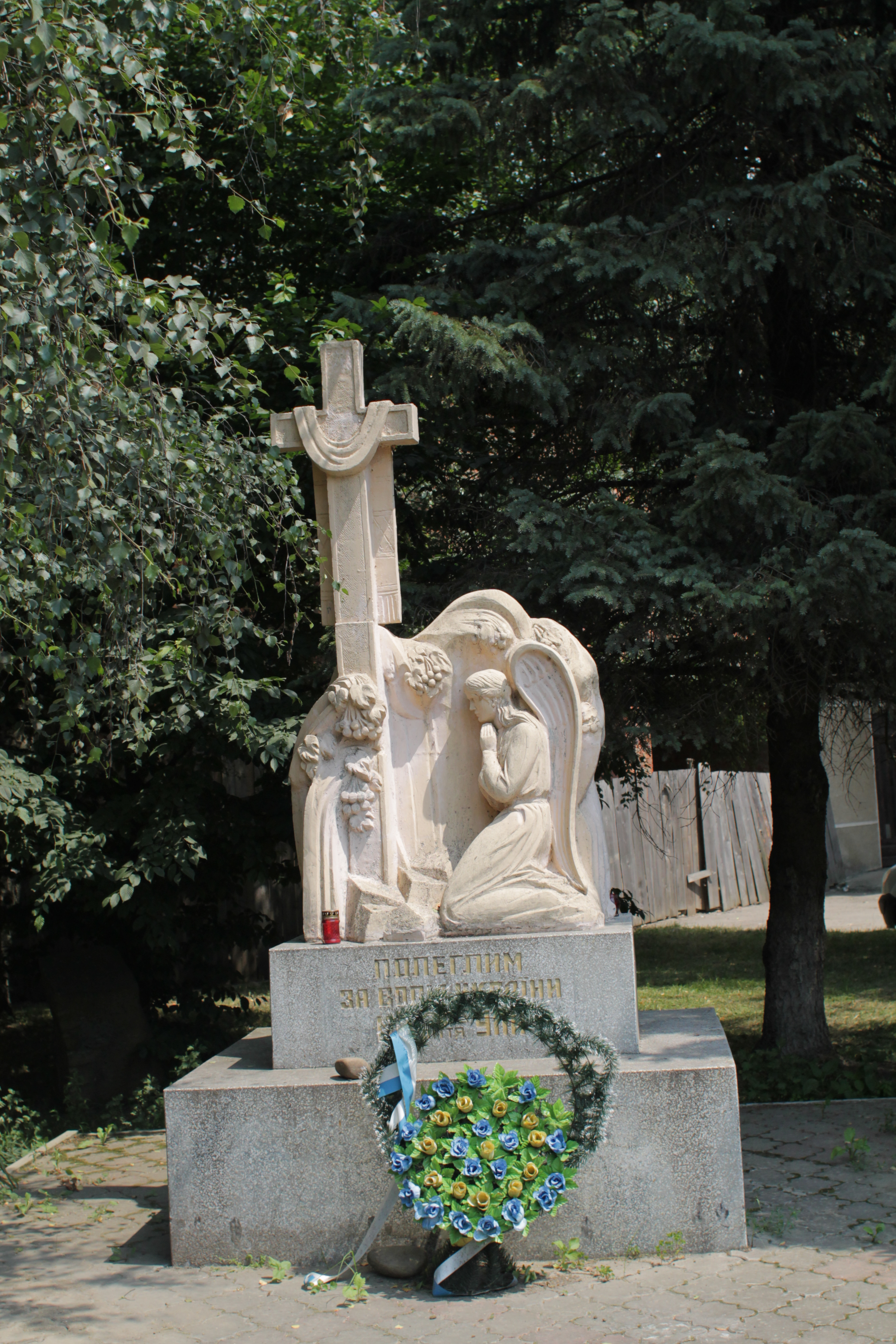
Пам'ятник до 60-ліття УПА
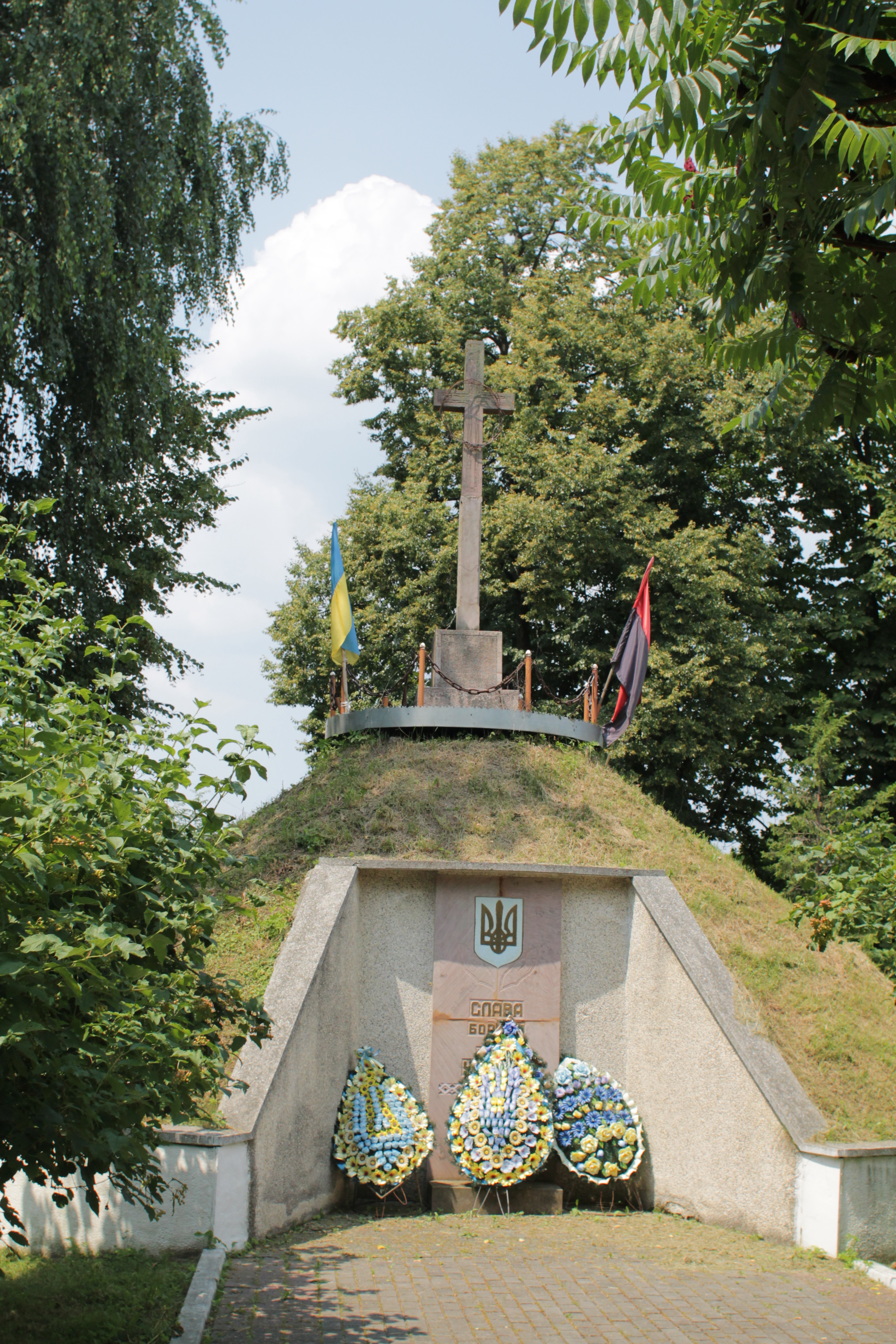
Борцям за волю України
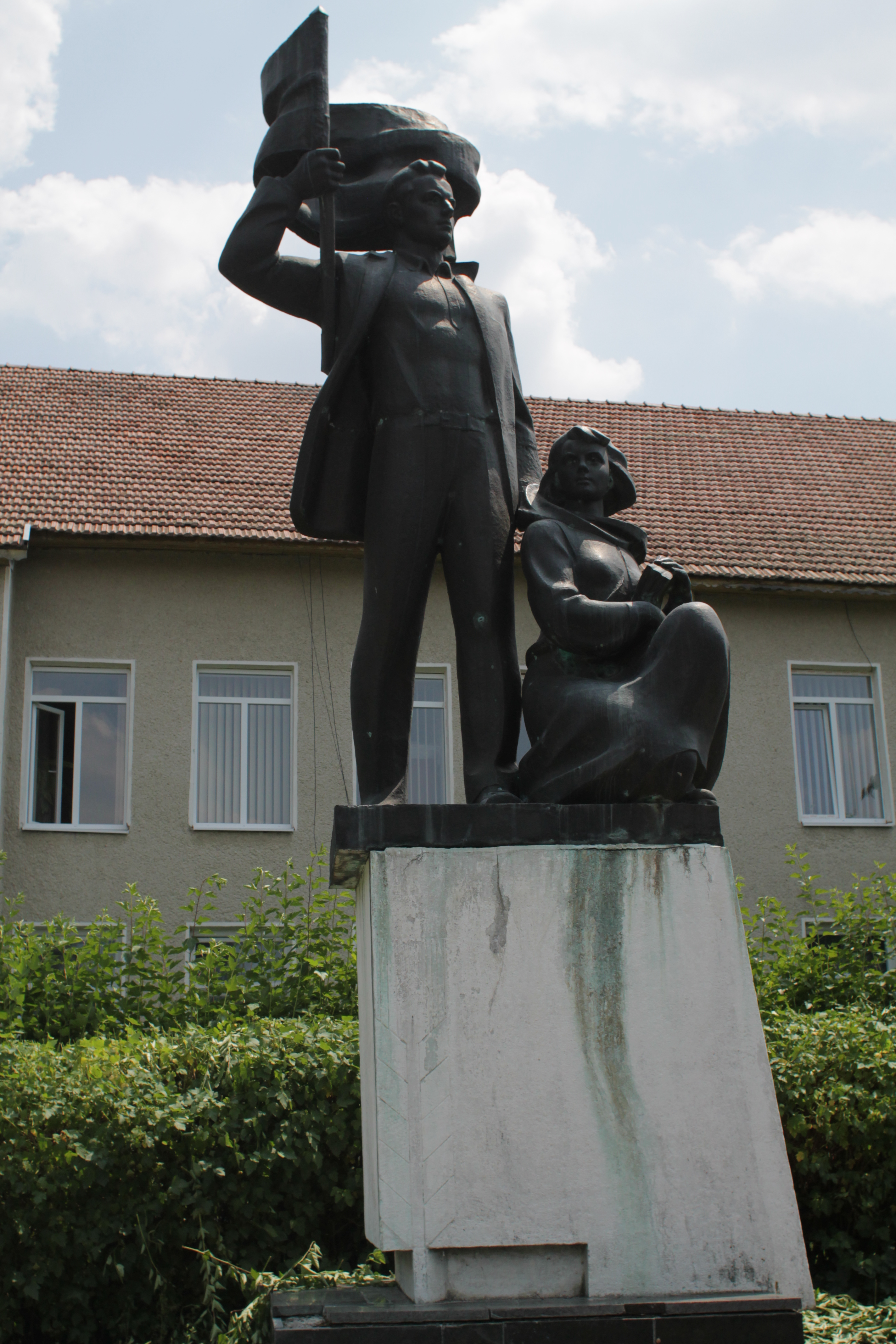
Пам'ятник
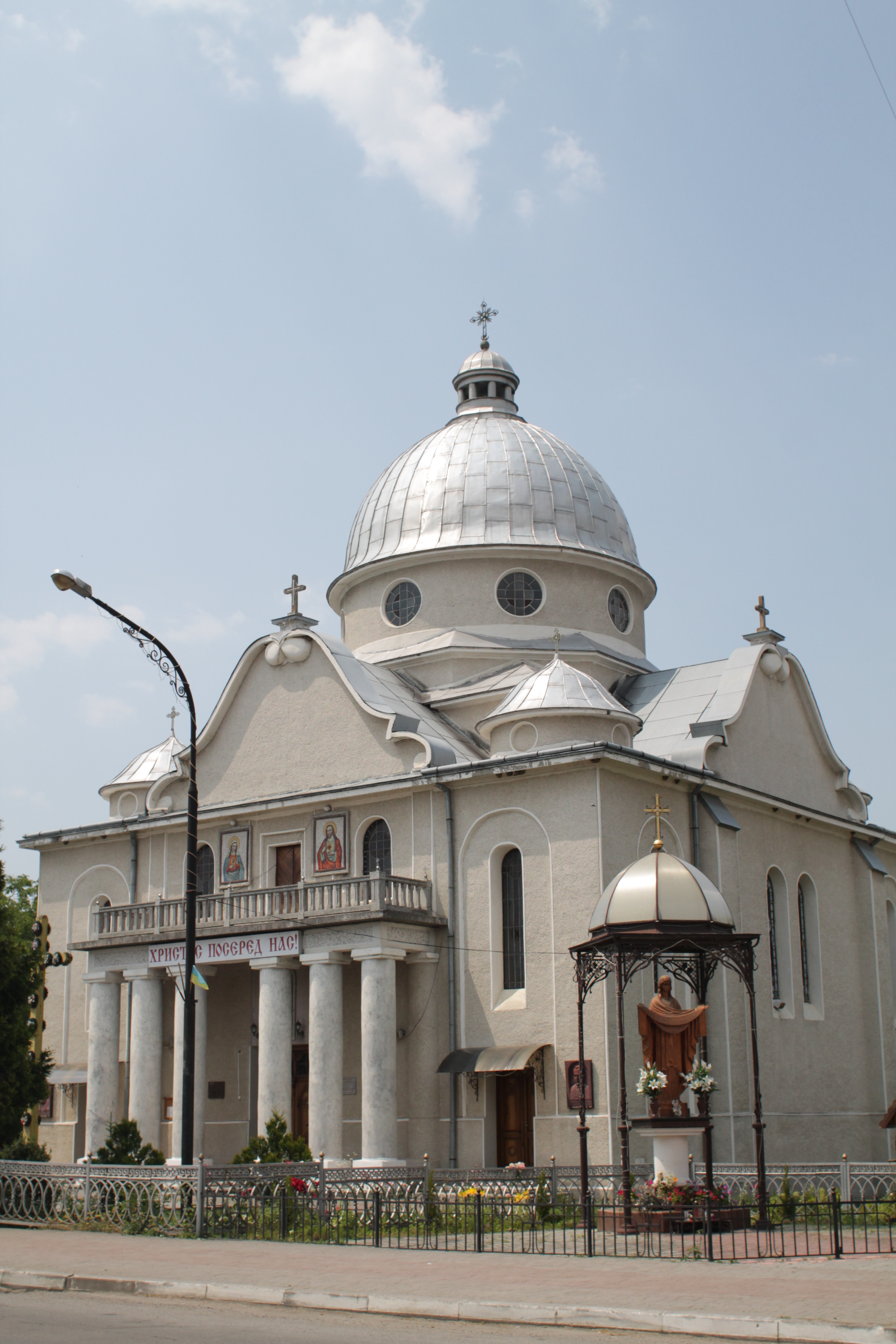
Церква
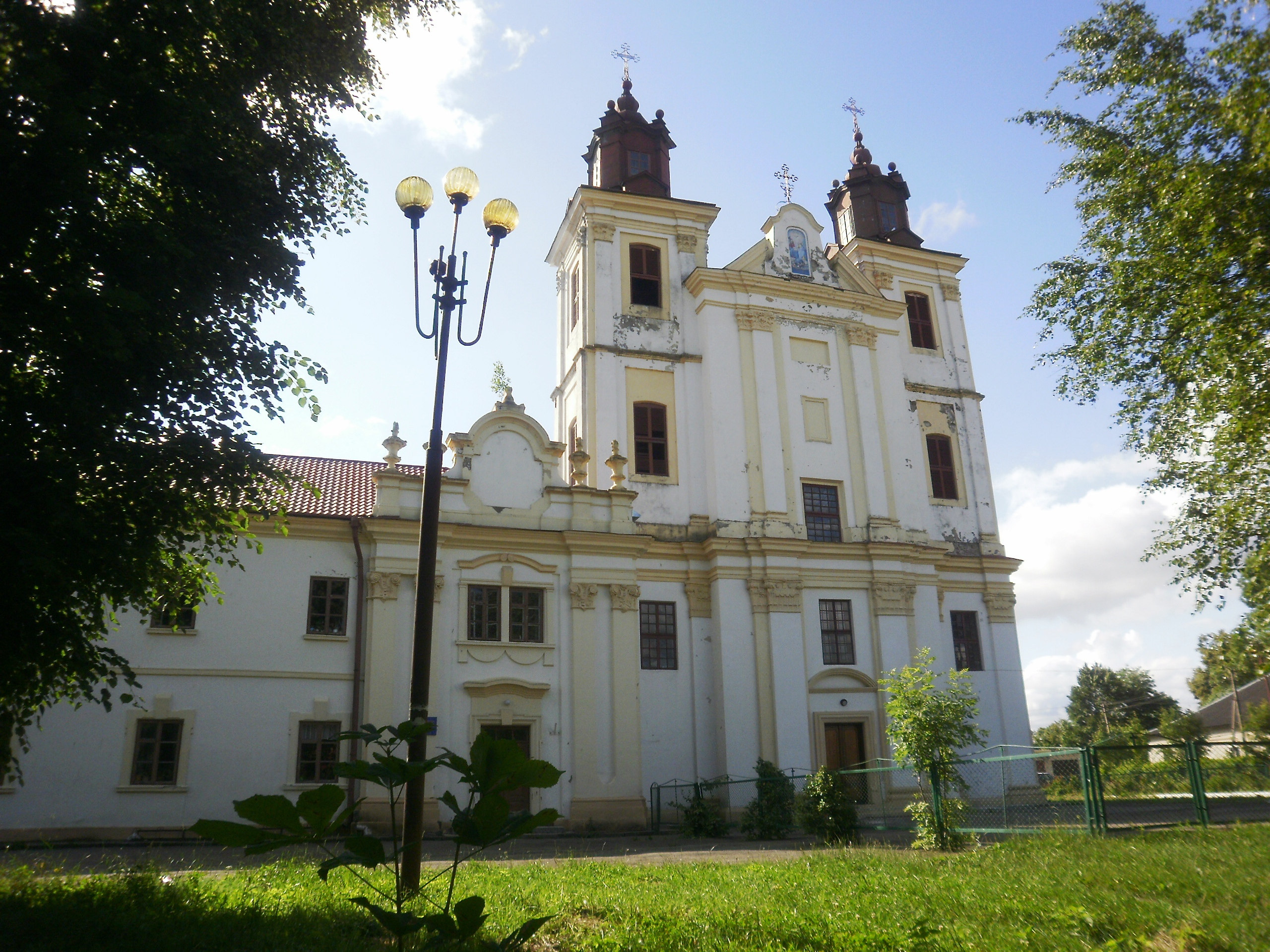
Домініканські костел і монастир у Богородчанах